# Ідштайн
Ідштайн (нім. Idstein) — місто в Німеччині, знаходиться в землі Гессен. Підпорядковується адміністративному округу Дармштадт. Входить до складу району Райнгау-Таунус.
Площа — 79,6 км2. Населення становить 25 241 ос. (станом на 31 грудня 2020).